# Axams
Axams è un comune austriaco di 6 251 abitanti nel distretto di Innsbruck-Land, in Tirolo.

## Società

### Evoluzione demografica
popolazioneanno0100020003000400050006000700018691923197120032008201320182023popolazione